# Zbiornik retencyjny Bojary
Zbiornik retencyjny Bojary – retencyjny zbiornik zaporowy na rzece Osie w województwie lubelskim, w powiecie biłgorajskim, w gminie wiejskiej Biłgoraj.
Powierzchnia zbiornika wynosi 1,93 ha, a jego głębokość 2,0 m.
Zbiornik jest otoczony przez lasy Puszczy Solskiej. Obok zbiornika przebiega droga powiatowa nr 2917L, łącząca wieś Rapy Dylańskie z dzielnicą Rapy w Biłgoraju.
Mimo stosowania w odniesieniu do tego zbiornika oficjalnej nazwy Bojary nie leży on na terenie dzielnicy Biłgoraja o tej samej nazwie, a także nie jest tożsamy z leżącym w tej dzielnicy tak samo nazywanym zalewem rekreacyjno-sportowym.

## Znaczenie

### Funkcja retencyjna
Zlewnia zbiornika obejmuje 12 km² i stanowią ją lasy oraz pola uprawne. Obszar charakteryzuje się dużą deniwelacją (ok. 90 m), przez co spływające z niego wody mogą stanowić zagrożenie powodziowe. Zbiornik, będąc obiektem retencyjnym, zabezpiecza przed powodziami północną część Biłgoraja.
Zbiornik pełni też funkcję rezerwuaru wody do użycia w razie wystąpienia pożaru lasu w okolicznych obszarach Puszczy Solskiej.

### Funkcja rekreacyjna
Zbiornik znajduje się w bezpośrednim sąsiedztwie Biłgoraja, przez co stanowi miejsce chętnie odwiedzane w celu wypoczynku i lokalną atrakcję turystyczną. Obok zbiornika przebiegają:
- żółty szlak turystyczny Biłgoraj – Panasówka – Biłgoraj (tzw. Wzgórze Polak – Pogranicze regionów)[5],
- czerwony rowerowy szlak turystyczny Biłgoraj – Żelebsko – Biłgoraj (Szlak Białej Łady)[2].

Zbiornik znajduje się na trasie popularnej przyrodniczej leśnej ścieżki dydaktycznej.

## Historia
Działania formalne ukierunkowane na budowę zbiornika w Rapach Dylańskich rozpoczęły się w 1998. Od 1999 trwała budowa, która zakończyła się w listopadzie 2001. Protokół oddania do eksploatacji spisano 5 grudnia 2001 w Biłgoraju. Zbiornik po odbiorze miał powierzchnię 1,8 ha i pojemność 25 tys. m³.
Na przełomie lipca i sierpnia 2011 w wyniku obfitych opadów deszczu nastąpiło znaczne podniesienie poziomu lustra wody na prywatnych stawach gospodarczych leżących przy rzece Osie m.in. w Rapach Dylańskich. Efektem tego było przerwanie grobli i dostanie się mas wody do rzeki. W dalszej konsekwencji doszło do gwałtownego podniesienia poziomu lustra wody w zbiorniku retencyjnym, przerwania zapory wodnej i zalania zurbanizowanego obszaru na terenie dzielnicy Bojary w Biłgoraju. Tak powstała powódź przyniosła znaczne straty materialne.
Po powodzi z 2011 zbiornik został odbudowany i ponownie oddany do użytku 20 grudnia 2012.